# Hypnum tectorum
Hypnum tectorum là một loài Rêu trong họ Hypnaceae. Loài này được Funck ex Brid. mô tả khoa học đầu tiên năm 1827.